# Hans Körfer

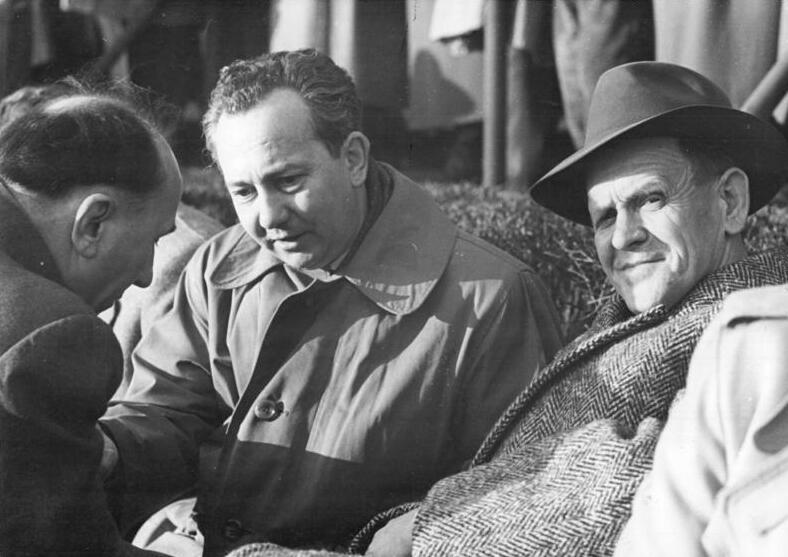
Körfer (Mitte) mit Sepp Herberger im Jahr 1956

Hans Körfer (* 2. November 1910 in Düsseldorf; † 31. Oktober 1972 ebenda) war ein deutscher Sportjournalist und Fußballfunktionär.

## Leben
Als Sportjournalist berichtete Hans Körfer von sechs Fußball-Weltmeisterschaften, zum ersten Mal 1934 über die WM in Italien für die Düsseldorfer Tageszeitung Der Mittag. Nach dem Zweiten Weltkrieg berichtete Hans Körfer als Ressortleiter Fußball für den Sport-Informations-Dienst (SID).
Schon als Schüler trat Körfer dem Fußballverein Fortuna Düsseldorf bei. Mit 15 Jahren bekleidete er als Schriftführer der Jugendabteilung sein erstes Amt. Es folgten die Posten als Pressewart, als Zweiter Vorsitzender des Vereins, zweimal als Hauptgeschäftsführer (1938–1940 und 1945–1951) sowie als Leiter der Vertragsabteilung. Körfer entdeckte den späteren Amateur-Nationalspieler Matthias Mauritz (bis dahin Hockey- und Tennisspieler) für den Fußball.
Zum 1. Mai 1933 war Körfer der NSDAP beigetreten (Mitgliedsnummer 1.943.730).
Beim Deutschen Fußball-Bund wirkte Hans Körfer von 1950 an als (ehrenamtlicher) Vorsitzender des Spielausschusses. In seine Amtszeit fiel der Gewinn der Weltmeisterschaft 1954 durch den Deutschen Fußball-Bund und die Einführung der Fußball-Bundesliga, an deren Vorbereitung Hans Körfer maßgeblich beteiligt war.
Zu seinem 50. Geburtstag verlieh der DFB Hans Körfer die goldene Ehrennadel. Sein Verein Fortuna Düsseldorf ernannte ihn 1965 zum Ehrenmitglied. Körfer starb im Alter von knapp 62 Jahren an den Folgen eines Herzinfarktes.

## Buchveröffentlichungen
- Schuß-Tor. (Hans Körfer, Erwin Dittberner, Helmut Schön). Limpert Verlag, Frankfurt a. M. 1960
- Fußball auf großer Fahrt. Limpert Verlag, Frankfurt a. M. 1961
- Tore-Punkte-Meisterschaft. (Hans Körfer, Jupp Wolff). Limpert Verlag, Frankfurt a. M. 1961
- Von Spiel zu Spiel. Höhepunkte des Fußballjahres. Limpert Verlag, Frankfurt a. M. 1962
- Weltmeisterschaft. Der große Weg der deutschen Fußballelf. Limpert Verlag, Frankfurt a. M. 1962